# Okolo Slovenska
L'Okolo Slovenska (it. Giro di Slovacchia) è una corsa a tappe di ciclismo su strada che si disputa annualmente in Slovacchia. Si svolge dal 1954 con frequenza irregolare e dal 1964 regolarmente; dal 2005 è inserito nel calendario dell'UCI Europe Tour come gara di classe 2.2.

## Albo d'oro
Aggiornato all'edizione 2024.
| Anno    | Vincitore           | Secondo               | Terzo                 |
| ------- | ------------------- | --------------------- | --------------------- |
| 1954    | Karel Nesl          | Josef Křivka          | Jan Kubr              |
| 1955    | Jan Veselý          | Bedrich Plank         | Vlastimil Ružička     |
| 1956    | Aurelio Cestari     | Alberto Emiliozzi     | Karl-Magnus Åmell     |
| 1957    | Pierre Le Don       | Günter Oldenburg      | Horst Kappel          |
| 1958    | Walter Renner       | Josef Křivka          | Rudolf Revay          |
| 1959    | Lothar Höhne        | Jan Malten            | Ludevit Wiezner       |
| 1960    | Antal Megyerdi      | Rudolf Revay          | František Konečný     |
| 1961-63 | non disputato       | non disputato         | non disputato         |
| 1964    | Matej Laczo         | Ladislav Heller       | Jiří Háva             |
| 1965    | Jiří Háva           | Pavel Konečný         | Bernd Patzig          |
| 1966    | Pavel Konečný       | Pavel Doležel         | Jiří Háva             |
| 1967    | Miloš Hrazdíra      | Jiří Háva             | Pavel Konečný         |
| 1968    | Miloš Hrazdíra      | Ján Svorada sr.       | Břetislav Souček      |
| 1969    | Břetislav Souček    | Ladislav Biľo         | Miloš Hrazdíra        |
| 1970    | Vlastimil Moravec   | Jiří Vlček            | Rudolph Labus         |
| 1971    | Jiří Háva           | Alois Holík           | Ladislav Biľo         |
| 1972    | Antonín Bartoníček  | Vladimír Vondráček    | Ladislav Biľo         |
| 1973    | Miloš Hrazdíra      | Rudolph Labus         | Ľudovít Pavela        |
| 1974    | Pavol Čambal        | Antonin Sel           | Jiří Bartolšic        |
| 1975    | Josef Dvořák        | Rudolph Labus         | Jan Stejskal          |
| 1976    | Jiří Škoda          | Ján Kružic            | Jostein Wilmann       |
| 1977    | Miroslav Sýkora     | Bernd Drogan          | Svatopluk Henke       |
| 1978    | Theo de Rooij       | Ramazan Galjaletdinov | Aleksandr Gusjatnikov |
| 1979    | Jaroslav Poslušný   | Jan Brzeźny           | Andrej Vedernikov     |
| 1980    | Jiří Škoda          | Sergej Suchoručenkov  | Jiří Stratílek        |
| 1981    | Andrej Vedernikov   | Jurij Barinov         | Sergej Prybyl         |
| 1982    | Vladimir Vološin    | Ladislav Ferebauer    | Bernd Drogan          |
| 1983    | Bernd Drogan        | Andrej Toporičëv      | Miroslav Sýkora       |
| 1984    | Miroslav Sýkora     | Vladimir Dolek        | Andrzej Mierzejewski  |
| 1985    | Jiří Škoda          | Kurt Konrad           | Bruno Bulić           |
| 1986    | Václav Toman        | Gennadij Alexasis     | Miloslav Vašíček      |
| 1987    | Ivan Ivanov         | Pëtr Ugrjumov         | Miloslav Vašíček      |
| 1988    | Tomáš Sedláček      | Vladimír Švehlík      | Kurt Konrad           |
| 1989    | Pavel Tonkov        | Vladimír Kozárek      | Andrej Vedernikov     |
| 1990    | Miroslav Lipták     | Milan Dvorščík        | Tomáš Sedláček        |
| 1991    | Heinrich Trumheller | Pavel Tonkov          | Oleg Polovnikov       |
| 1992    | Lubor Tesař         | Pavel Padrnos         | Mike Weissmann        |
| 1993    | Serhij Hončar       | Patrik Moster         | Steffen Blocheitz     |
| 1994    | Vladimír Švehlík    | Pavel Zaduban         | Heiko Latocha         |
| 1995    | František Trkal     | Robert Pintarič       | Vladimír Švehlík      |
| 1996    | Ján Valach          | Roman Broniš          | Boris Premužič        |
| 1997    | Jaromír Purmenský   | Igor Kranjec          | Matthias Jandt        |
| 1998    | Andrej Hauptman     | Marcel Strauss        | Jaromír Friede        |
| 1999    | Ondřej Sosenka      | Charles Wegelius      | Piotr Chmielewski     |
| 2000    | René Andrle         | Kim Kirchen           | Ondrej Fadrny         |
| 2001    | František Trkal     | Matija Kotnik         | Michal Prusa          |
| 2002    | Gustav Larsson      | Luke Roberts          | Leo Zanotti           |
| 2003    | Ondřej Sosenka      | Cezary Zamana         | Dawid Krupa           |
| 2004    | Piotr Chmielewski   | Dawid Krupa           | Kamil Vrana           |
| 2005    | Martin Prazdnovsky  | Martin Riška          | Ėduard Vorganov       |
| 2006    | Radosław Romanik    | René Andrle           | Kristoffer Nielsen    |
| 2007    | Joost van Leijen    | Martin Mareš          | Marcin Sapa           |
| 2008    | Kristoffer Nielsen  | Péter Kusztor         | Sergej Firsanov       |
| 2009    | Leigh Howard        | Stefan Schäfer        | Pasquale Muto         |
| 2010    | Robert Vrečer       | Timon Seubert         | Maroš Kováč           |
| 2011    | Nikita Novikov      | Tomislav Dančulović   | Kristijan Đurasek     |
| 2012    | Enrico Rossi        | Aleksandr Prišpetnyy  | Davide Rebellin       |
| 2013    | Petr Vakoč          | Tim Mikelj            | Maroš Kováč           |
| 2014    | Oleksandr Polivoda  | Kristjan Fajt         | Matija Kvasina        |
| 2015    | Davide Viganò       | Matthias Krizek       | Pawel Cieslik         |
| 2016    | Mauro Finetto       | Vitalij Buc           | Kiryll Pozdnyakov     |
| 2017    | Jan Tratnik         | Mattia Cattaneo       | Piotr Brożyna         |
| 2018    | Julian Alaphilippe  | Jan Tratnik           | Cesare Benedetti      |
| 2019    | Yves Lampaert       | Arnaud Démare         | Stefan Küng           |
| 2020    | Jannik Steimle      | Nico Denz             | Shane Archbold        |
| 2021    | Peter Sagan         | Jannik Steimle        | Cees Bol              |
| 2022    | Josef Černý         | Mauri Vansevenant     | Koen Bouwman          |
| 2023    | Rémi Cavagna        | Stefan Küng           | Milan Vader           |
| 2024    | Mauro Schmid        | Julian Alaphilippe    | Felix Engelhardt      |